# Distrito de Zauiya
El Distrito de Zauiya, en árabe: شعبية الزاوية‎, romanizado: Az Zāwiya, es uno del total de los 22 distritos o shabiyas libios. Se encuentra localizado en el noroeste de Libia. Su ciudad capital es Zauía.

## Límites
Su característica geográfica principal es que posee costas sobre el mar Mediterráneo y que su forma es similar a la de un cuadrado.
En tierra, linda con los distritos de Trípoli al este, Al Jfara al sureste, Al Jabal al Gharbi al sur y
An Nuqat al Khams al oeste.
Desde la reorganización de distritos de Libia de 2007, el antiguo barrio de Sabratha Wa Surman ha pasado a pertenecer al distrito de  Zauiya.

## Superficie y datos demográfícos
Su superficie ocupa un territorio de 2890 kilómetros cuadrados. Su población en 2006 fue de 290 993 personas. La densidad poblacional en el Distrito de Zauiya es de 129,72 habitantes por kilómetro cuadrado.